# Peter Van Norden
Peter Van Norden (New York City, New York, Estados Unidos; 16 de diciembre de 1950) es un actor estadounidense de cine, teatro y televisión. Es conocido por sus papeles en las películas Loca academia de policía 2: Su primera misión (1985), The Acussed (1988), La pistola desnuda 2½ (1991) y la serie Apocalipsis (1994).

## Carrera
Es conocido por el papel de Vinnie Schtulman en la película Loca academia de policía 2: Su primera misión, protagonizado por Steve Guttenberg, Michael Winslow, David Graf y Bubba Smith. También trabajó en las películas The Acussed con Jodie Foster y Kelly McGillis; The Naked Gun 2½: The Smell of Fear protagonizada por Leslie Nielsen, Gigli con Ben Affleck y Jennifer Lopez, entre otras.
En televisión incursionó en series televisivas como  Broadway on Showtime (1980), Cheers (1982), Mr. Smith (1983),  The New Odd Couple (1983), Three's a Crowd (1985), Family Ties (1985), Murder, She Wrote (1989- 1996), Life Goes On, (1990-1992),  L.A. Law (1990-1992),  Tales from the Crypt (1990-1994), Matlock (1991), Almost Home (1993), The Client (1996), entre muchas otras. En 1994 trabajó en la miniserie estadounidense The Stand de Stephen King, una adaptación cinematográfica de la novela del mismo autor.
Además de películas y series televisivas, apareció en múltiples producciones teatrales. Sus créditos incluyen su debut en Broadway como Romeo and Juliet, The Inspector General, Saint Joan (estrenado en el Circle in the Square Theatre), Little Johnny Jones ( en el Alvin Theatre) y Macbeth.

## Vida privada
Está casada desde hace varios años con Wendy Edith Van Norden, con quien tiene un hijo, el productor de cine Robert Van Norden.

## Filmografía
- 2016: West Virginia Stories como Joe
- 2016: Hunky Dory como Glen
- 2012: Hitting the Cycle como Saunders
- 2007: Universal Remote  (cortometraje) como Charlie
- 2004: Ideal (video)
- 2003: Gigli como Asistente de la morgue
- 2002: Little John (película para televisión) como Juez presidente
- 1995: Cops n Roberts
- 1994: Hoggs' Heaven  (película televisada) como Sr. Cecil
- 1993: Don't Call Me Frankie como Frankie
- 1993: Casualties of Love: The Long Island Lolita Story (película para televisión)
- 1991: The Naked Gun 2½: The Smell of Fear como John Sununu
- 1990: Love Hurts como Frank
- 1989: An Innocent Man como Peter Feldman
- 1988: The Acussed como Abogado Paulsen
- 1988: Scandal in a Small Town (película para televisión) como Profesor de Historia Paul Martin
- 1987: Ray's Male Heterosexual Dance Hall (cortometraje)
- 1987: The Rosary Murders como Padre McNiff
- 1986: The Best of Times como Mando
- 1985: Police Academy 2: Their First Assignment como Vinnie Schtulman
- 1984: Old Friends (película para televisión)
- 1984: Roadhouse 66 como Moss
- 1984: Hard to Hold como Casserole
- 1983: Blood Feud (película para televisión)
- 1983: Malibu (película para televisión)
- 1981: Waitress! como Policía
- 1981: Audition (cortometraje)
- 1980: Headin' for Broadway como Audicionista
- 1979: Squeeze Play como Gerente del salón de belleza

## Televisión
- 2021: The Zip Code Plays: Los Angeles como Ron
- 2019: 9-1-1 como Ray
- 2016: The Exhilarating and Fashionable Life of Emmy Rose Knightley como Frederick Goldstein
- 2009: Without a Trace como Arnold Jackson
- 2004: Days of Our Lives como Prestamista
- 2001: Urgencias como Dr. Edwin Bain
- 2000: The Invisible Man como Dr. Anthony
- 1998: Caroline in the City como Lou
- 1997: Family Matters como Roy
- 1997: Deadly Games como El comerciante de la casa de empeño
- 1996: Dark Skies como Henry Kissinger
- 1996: Nash Bridges como Tracy Arnot
- 1996: The Client como Bernard Trask
- 1994: Madman of the People como Eddie
- 1994: The Stand
- 1993/1994: Phenom como Dom Del La Rosa
- 1993: Wings como Warren Banks
- 1993: Almost Home como Mel
- 1990/1994: Tales from the Crypt como Ghoul #1 / Booth, en los episodios: Television Terror (1990) y Let the Punishment Fit the Crime (1994)
- 1990/1992: L.A. Law como el Fiscal del estado Allard Keene
- 1990/1992: Life Goes On como Paintz Kutner / Coach Paintz Kutner
- 1991: Matlock como Nick Saddler
- 1991: Amen como Al
- 1990: In the Heat of the Night como Sargento Lou D'Agostino
- 1990: A Family for Joe
- 1990: Down Home como Coker
- 1989/1996: Murder, She Wrote como Agente de la Dennis Quinlan / Henryk Stuyvesant / Dr. Sid Lantz
- 1989: Brothers como Roger Rudwick
- 1987: Disneylandia como Jake
- 1987: Ohara como Walter Sloane
- 1986: Benson como Sr. Miller
- 1985: Hill Street Blues como Oficial de apelaciones
- 1985: Family Ties como Conserje
- 1985: Silver Spoons como Larry
- 1985: Three's a Crowd como Herbert Potts
- 1983/1987: Newhart como Kirby / Padre en cena
- 1983: Mr. Smith como Morton
- 1983: The New Odd Couple
- 1982/1983: Hospital como Bill Fulkerson / Paciente
- 1982: T.J. Hooker como Lenny
- 1982: Cheers como Jugador de platillos
- 1980: Broadway on Showtime como Anthony Anstey